# Tężnica mała
Tężnica mała (Ischnura pumilio) – gatunek ważki z rodziny łątkowatych (Coenagrionidae). Występuje w prawie całej Europie, Azji (na wschód po Mongolię i północne Chiny, na południe po kraje Lewantu), Afryce Północnej (w krajach Maghrebu) oraz na Azorach i Maderze.
W Polsce spotykana jest umiarkowanie często, na północy kraju rzadko. Osobniki dorosłe (imagines) latają od czerwca do września. Zasiedla ciepłe i płytkie wody stojące ze skąpą roślinnością. 
Długość ciała 30 mm, rozpiętość skrzydeł 34 mm.